# Anna Christina Louise van Palts-Sulzbach

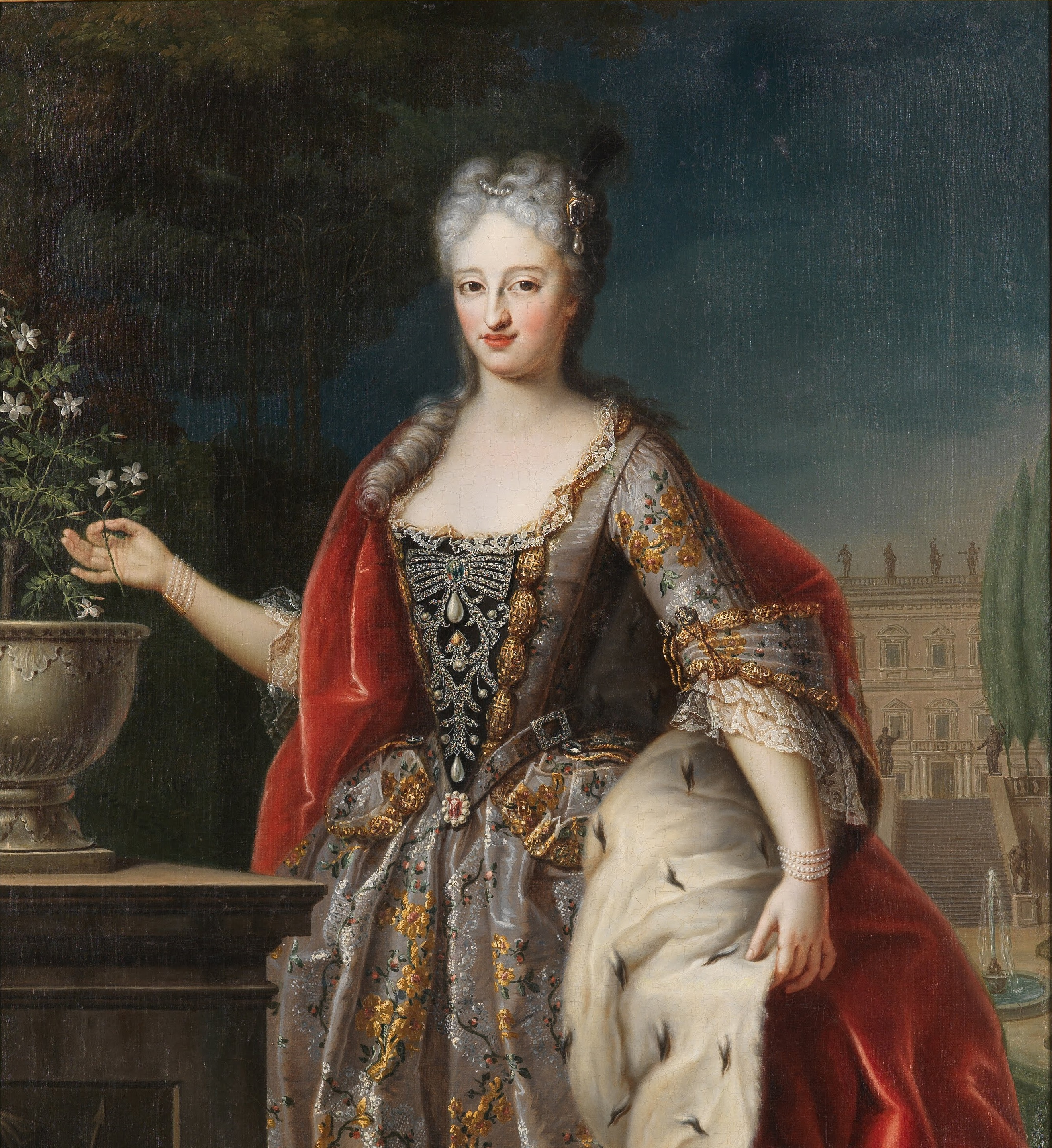
Portret van Anna Christina Louise van Palts-Sulzbach

Anna Christina Louise van Palts-Sulzbach (Sulzbach, 5 februari 1704 - Turijn, 12 maart 1723) was via haar huwelijk prinses van Savoye en kroonprinses van Piëmont-Sardinië. Ze behoorde tot het huis Palts-Sulzbach.

## Levensloop
Anna Christina Louise was de jongste dochter van hertog Theodoor Eustachius van Palts-Sulzbach uit diens huwelijk met Maria Eleonora, dochter van landgraaf Willem van Hessen-Rheinfels-Rotenburg.
Op 17 maart 1722 huwde ze met prins Karel Emanuel III van Savoye (1701-1773), die in 1730 zijn vader Victor Amadeus II zou opvolgen als koning van Piëmont-Sardinië. Door het huwelijk werd Anna Christina Louise dus hertogin van Savoye en kroonprinses van Piëmont-Sardinië. Koningin zou ze echter nooit worden.
Anna Christina beviel in maart 1723 van een zoon: Victor Amadeus (1723-1725). Vijf dagen na de geboorte stierf ze op amper 19-jarige leeftijd in het kraambed. Na haar dood zou Karel Emanuel III in 1724 hertrouwen met haar nicht Polyxena van Hessen-Rheinfels-Rotenburg.